# 2000 au théâtre
| Années du théâtre : 1997 - 1998 - 1999 - 2000 - 2001 - 2002 - 2003    |
| Décennies du théâtre : 1970 - 1980 - 1990 - 2000 - 2010 - 2020 - 2030 |

Cet article présente les faits marquants de l'année 2000 au théâtre.

## Événements
- 23 juin : 4.48 Psychose de Sarah Kane est montée pour la première fois au Royal Court's Jerwood Theatre Upstairs de Londres par James Macdonald, un an et demi après le suicide de la dramaturge.

## Pièces de théâtre représentées
- 7 janvier : Quatorze isbas rouges d'Andreï Platonov, mise en scène Christophe Perton, Théâtre national de la Colline
- 12 janvier : Jeanne d'après Le Mystère de la charité de Jeanne d'Arc et Le Mystère de la vocation de Jeanne d'Arc de Charles Péguy, mise en scène Christian Schiaretti, Théâtre national de la Colline
- 24 février : La Vie de Galilée de Bertolt Brecht, mise en scène Jacques Lassalle, Théâtre national de la Colline
- 4 mars : Du matin à minuit de Georg Kaiser, mise en scène Robert Cantarella, Théâtre national de la Colline
- 23 mars : B.C.B.G. de Jean Bois, mise en scène de l'auteur, Théâtre de la Madeleine
- 7 avril : Le ciel est égoïste de Pierre-Olivier Scotto et Martine Feldmann, mise en scène Pierre Aufrey, avec Tsilla Chelton, Françoise Seigner, Stéphane Bierry, Théâtre du Palais-Royal
- 25 avril : Anéantis de Sarah Kane, mise en scène Louis-Do de Lencquesaing, Théâtre national de la Colline
- 27 avril : L'Affaire de la rue de Lourcine d'Eugène Labiche, mise en scène Jean-Baptiste Sastre, Théâtre Nanterre-Amandiers
- 12 mai : Café d'Edward Bond, mise en scène Alain Françon, Théâtre national de la Colline
- 23 juin : 4.48 Psychose de Sarah Kane, mise en scène James Macdonald, Royal Court's Jerwood Theatre Upstairs (Londres).
- 14 septembre: Baban Kim (Mes fils) de Jean-Marie Patte, mise en scène de l'auteur, Théâtre national de la Colline
- 28 septembre : L'Origine rouge de Valère Novarina, mise en scène de l'auteur, Théâtre national de la Colline
- 9 novembre: Juste la fin du monde de Jean-Luc Lagarce, mise en scène Joël Jouanneau, Théâtre national de la Colline
- 16 novembre: Un homme est venu me voir de Marguerite Duras, mise en scène Muriel Silans, Théâtre de l'Île Saint-Louis Paul Rey
- 17 novembre : Le Cochon noir de Roger Planchon, mise en scène de l'auteur, Théâtre national de la Colline
- Un garçon impossible de Petter S. Rosenlund, mise en scène Frédéric Bélier-Garcia, Studio-Théâtre de la Comédie-Française

## Récompenses
- 8 mai : 14e Nuit des Molières (Molières 2000)

## Décès
- 6 janvier : Max Vialle (°1934)
- 11 février : Roger Vadim (°1928)
- 16 février : Lila Kedrova (°1918)
- 29 février : Gérard Lorin (°1927)
- 11 mai : Paula Wessely (°1907)
- 13 mai : Julien Vartet (°1911)
- 27 mai : André Lacombe (°1923)
- 6 juin : Frédéric Dard (°1921)
- 29 juin : Vittorio Gassman (°1922)
- 29 juin : Germaine Montero (°1909)
- 17 juillet : Pascale Audret (°1936)
- 5 août : Alec Guinness (°1914)
- 23 août : Georges Herbert, directeur de théâtre et producteur de tournées français (°1915).
- 26 août : Odette Joyeux (°1914)
- 17 septembre : Armand Mestral (°1917)
- 5 novembre : Roger Peyrefitte (°1907)
- 13 novembre : Roger Crouzet (°1927)
- 22 novembre : Christian Marquand (°1927)
- 24 novembre : Danielle Volle (°1937)
- 17 décembre : Gérard Blain (°1930)
- 22 décembre : Gunārs Priede, dramaturge letton (°1928)
- 31 décembre : Lucien Barjon (°1916)